# Mongoloraphidia pudica
Mongoloraphidia pudica is een kameelhalsvliegensoort uit de familie van de Raphidiidae. De soort komt voor in het oosten van Rusland en in Zuid-Korea.
Mongoloraphidia pudica werd voor het eerst wetenschappelijk beschreven door H. Aspöck et al. in 1985.